# 開写像定理 (関数解析)
関数解析学における開写像定理（かいしゃぞうていり、英語: Open mapping theorem）あるいはバナッハ・シャウダーの定理（ステファン・バナッハとユリウス・シャウダーの名にちなむ）とは、バナッハ空間の間の連続線形作用素が全射であるならば開写像であるということについて述べた、同分野の基本的な結果の一つである。より正確に言うと (Rudin 1973, Theorem 2.11):
- もし X と Y がバナッハ空間で、A : X → Y が全射の連続線形作用素であるなら、A は開写像である（すなわち、U が X の開集合であるなら、A(U) は Y の開集合となる）。

証明にはベールの範疇定理が用いられる。また X と Y が完備であることは、定理の成立において本質的な条件である。実際、上記の主張において X, Y がバナッハ（完備なノルム空間）であるという仮定を緩めて、いずれかの空間が（完備でない）単なるノルム空間であるとするとこの主張は正しくなくなり、対して X と Y が（完備だがその距離が必ずしもノルムから導かれるものでない）フレシェ空間とした場合にはやはり主張が成り立つ。

## 帰結
開写像定理にはいくつかの重要な帰結が存在する:
- A : X → Y がバナッハ空間 X と Y の間の全単射連続線形作用素ならば、逆作用素 A-1 : Y → X は連続となる（有界逆写像定理）。(Rudin 1973, Corollary 2.12)
- A : X → Y がバナッハ空間 X と Y の間の線形作用素で、xn → 0 かつ Axn → y であるような X 内の任意の点列 (xn) に対し y  = 0 が成立するならば、A は連続である（閉グラフ定理）。(Rudin 1973, Theorem 2.15)

## 証明
A : X → Y がバナッハ空間の間の全射連続線形作用素であるときに、A が開写像であることを証明しなければならない。そのためには A が X 内の単位球体を Y の原点の近傍へと写すことを示せば十分である。
U と V をそれぞれ X と Y に含まれる単位球とする。このとき、X はその単位球と k ∈ N の積 kU からなる列の和集合であり、また A が全射であることから
{\displaystyle Y=A(X)=A{\Bigl (}\bigcup _{k\in \mathbb {N} }kU{\Bigr )}=\bigcup _{k\in \mathbb {N} }A(kU)}
が成立する。ベールのカテゴリー定理により、バナッハ空間 Y は可算個の疎集合の和集合にはならず、したがって A(kU) の閉包が空でない内部を持つような k > 0 が存在することになる。よって、A(kU) の閉包に含まれるような、中心 c、半径 r > 0 の開球 B(c, r) が Y 内に存在する。もし v ∈ V であるなら c + r v と c は B(c, r) に含まれ、したがってそれらは A(kU) の極限点である。加法の連続性により、それらの差分 rv は A(k U) − A(k U) ⊂ A(2kU) の極限点となる。A の線形性により、このことは任意の v ∈ V が A(δ−1U) の閉包に含まれることを意味する。ここで δ = r / (2k) とする。任意の y ∈ Y および任意の ε > 0 に対し、
{\displaystyle \|x\|<\delta ^{-1}\|y\|} および {\displaystyle \|y-Ax\|<\varepsilon \quad (1)}
を満たすような、ある x ∈ X が存在する。y ∈ δ V を固定する（ここで δV は球体 V の境界ではなく、V を係数 δ により拡大した球を意味する）。(1) により、‖x 1‖ < 1 かつ ‖y − A x 1‖ < δ/ 2 を満たすような  x 1 が存在する。点列 {xn} を次のような方法で帰納的に定義する。
{\displaystyle \|x_{n}\|<2^{-(n-1)}} および {\displaystyle \|y-A(x_{1}+x_{2}+\cdots +x_{n})\|<\delta 2^{-n}\quad (2)}
とすると、(1) により
{\displaystyle \|x_{n+1}\|<2^{-n}}  および  {\displaystyle \|y-A(x_{1}+x_{2}+\cdots +x_{n})-A(x_{n+1})\|<\delta 2^{-(n+1)}}
であるような x n+1 を選ぶことが出来る。したがって、(2) は  x n+1 に対して満たされることになる。今
{\displaystyle \ s_{n}=x_{1}+x_{2}+\cdots +x_{n}}
とする。(2) の初めの不等式から、{sn} はコーシー列であることが分かり、X が完備であることから、sn はある  x ∈ X へと収束する。(2) より、点列  Asn は y へと向かい、したがって A の連続性により Ax = y となる。また
{\displaystyle \|x\|=\lim _{n\to \infty }\|s_{n}\|\leq \sum _{n=1}^{\infty }\|x_{n}\|<2}
が得られる。これは全ての y ∈ δV は A(2U) に属すること、あるいは同じ意味で、X の単位球の像 A(U) は Y の開球 (δ/2)V を含むということを示している。したがって、A(U) は  Y における 0 の近傍であるため、証明は完成される。

## 一般化
X  あるいは Y  の局所凸性は証明において本質的ではなく、完備性が本質である: この定理は  X および Y がF-空間である場合にも同様に成り立つ。さらに、この定理はベールのカテゴリー定理とも、次のような形で組み合わされる (Rudin, Theorem 2.11):
- X をF-空間とし、Y を位相ベクトル空間とする。もし  A : X → Y が連続線形作用素であるなら、A(X) は Y 内の第一類集合（やせた集合、meager set）であるか、A(X) = Y である。後者の場合、A は開写像であり Y もF-空間となる。

さらに、後者の場合、N を A の核として
{\displaystyle X\to X/N{\overset {\alpha }{{}\to {}}}Y}
なる形の A の標準的な分解が存在する。ここで X / N は、X の閉部分空間 N による商空間（これもやはりF-空間）で、商写像 X → X / N は開であり、写像 α は位相ベクトル空間の同型である。(Dieudonné, 12.16.8)